# Declaració conjunta catòlica-ortodoxa de 1965

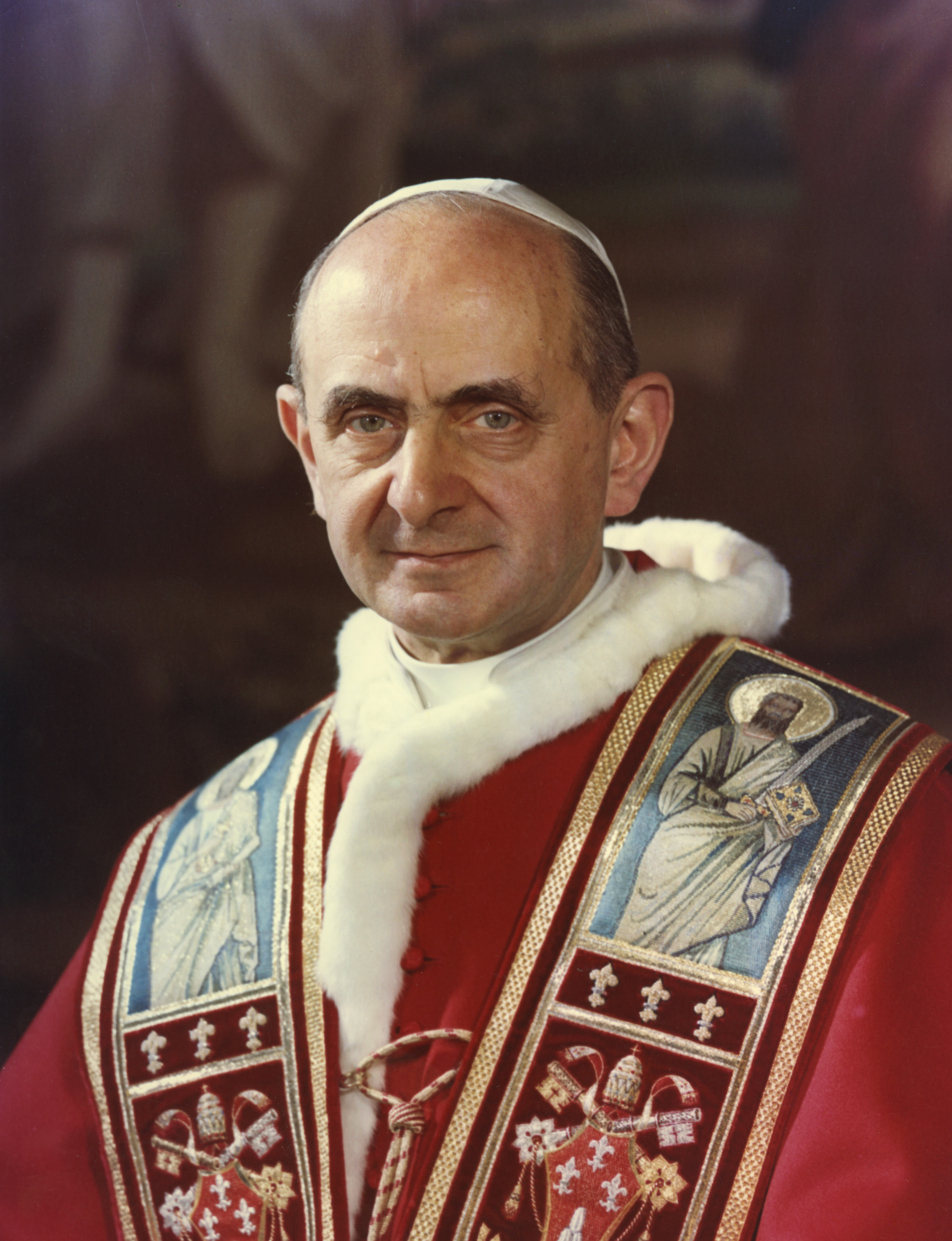
Pau VI, cap de l'església catòlica.

La Declaració conjunta catòlica-ortodoxa de 1965 va ser un dels Diàlegs amb les Esglésies ortodoxes realitzats per l'Església Catòlica. El document, amb l'objectiu de la reconciliació entre l'Església Romana i l'Església Ortodoxa, va ser llegit alhora el 7 de desembre de 1965 en una reunió pública al Concili Vaticà II de Roma i en una cerimònia especial a Constantinoble.
Assenyala que l'intercanvi d'excomunions que va tenir lloc el 1054 entre el Papa Lleo IX i el Patriarca Miquel Cerulari i que fou el motiu desencadenant del Gran Cisma d'Orient havia de ser entès entre les parts i no entre les Esglésies, i que aquests documents no estan destinats a trencar la comunió eclesiàstica.
La Declaració no suposa la fi del Cisma d'Orient i Occident, però mostra un desig d'una major unitat entre les dues majors denominacions cristianes, representades pel Papa Pau VI i pel Patriarca ecumènic Atenàgores I.